# Belba patelloides
Belba patelloides är en kvalsterart som först beskrevs av Michael 1888.  Belba patelloides ingår i släktet Belba och familjen Damaeidae. Inga underarter finns listade.